# Coupe baltique de rugby à XV
La Coupe baltique de rugby à XV ou Baltic Rugby Cup est une compétition de rugby à XV organisée par la FIRA–AER qui oppose des clubs lettons, lituaniens, estoniens et russes dans le but d'organiser une concurrence transfrontalière et de promouvoir le rugby à XV en Europe du Nord et de l'Est (Cross Border Compétitions). La Lituanie est représentée par trois clubs, la Russie par trois clubs, la Lettonie par deux clubs et l'Estonie par un club.

## Histoire
Cette compétition existe depuis 1998 et concerne les meilleurs clubs de Lettonie, de Lituanie, de Russie, d'Estonie et, précédemment, de Pologne et de Finlande qui joue maintenant la coupe nordique. Le but de la Coupe Baltique est d'augmenter le niveau de rugby dans cette région.  
L'édition 2012 du tournoi se déroule dans les villes de Šiauliai (Lituanie) pour la division A et de Panevėžys (Lituanie) pour la division B du 14 au 16 septembre 2012 et de Tartu (Estonie) pour la division C du 24 au 26 août 2012. Au cours du Comité Exécutif de la FIRA-AER du 17 avril 2012, il a été convenu que les 2 finalistes de la Coupe de la mer du Nord joueraient des demi-finales contre les vainqueurs du Championnat régional de rugby et de la Baltic Rugby Cup au sein d'une compétition dénommée European Rugby Club Championship.
Cette dernière fait suite à la Coupe d'Europe des clubs amateurs de rugby.

## Équipes engagées pour l'édition 2012
Les 9 équipes sont les suivantes :
| Division A - Šiaulių BaltRex - Maskvos Marjino - Kekavos Miesnieki | Division B - Regbio Klubas Šiauliai - Kaliningrado Atlanty - Panevėžio Ryšių Statyba | Division C - Tartu Lelo - Kekavos NSS - Sankt Peterburgo Universitet |

## Palmarès
| Date                    | Vainqueur                   | Score       | Finaliste                   | Lieu     | 1er de la phase régulière |
| ----------------------- | --------------------------- | ----------- | --------------------------- | -------- | ------------------------- |
| 1998                    | Vairas                      |             | "QuadroPack Miesnieks" Ryga |          |                           |
| 1999                    | "QuadroPack Miesnieks" Ryga |             | Vairas                      |          |                           |
| 2000                    | Slava                       |             | Vairas                      |          |                           |
| 2001                    | Slava                       |             | Rygos "Adažu cipsi"         |          |                           |
| 2002                    | "Stats" Ryga                |             |                             |          |                           |
| 2003                    | Rygos "Adažu cipsi"         |             |                             |          |                           |
| 2004                    | "Stats" Ryga                |             |                             |          |                           |
| 2005                    | Folc AZS Varšuva            |             |                             |          |                           |
| 2006                    | Slava Zenit                 |             |                             |          |                           |
| 2007                    | Slava Zenit                 |             |                             |          |                           |
| 2008                    | Slava Zenit                 |             | Vairas                      |          |                           |
| 2009                    | Vairas                      | 24 – 20     | Slava Zenit                 |          |                           |
| 2010                    |                             |             |                             |          |                           |
| 2011                    | Šiaulių BaltRex             | 51 – 7      | MAI Moscou                  |          |                           |
| 14 au 16 septembre 2012 | Šiaulių BaltRex             | Round-robin |                             | Šiauliai |                           |
| 2013                    |                             |             |                             |          |                           |